# Rejon Kürdəmir
Rejon Kürdəmir (azer. Kürdəmir rayonu) – rejon w centralnym Azerbejdżanie. 